# امیرمؤید سوادکوهی

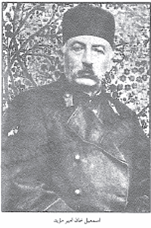
یکی از تصاویر امیرمؤید سوادکوهی

اسمعیل‌خان امیرمؤید باوند سوادکوهی (زاده:۱۲۲۳ خورشیدی) از بنیانگذاران اتحاد ملی طبرستان و پسرش هژبر از مخالفان حکومت مرکزی در طبرستان بودند. پدرش ابراهیم خان شعاع الملک نام داشت.

## اقدامات و عملکردهای سیاسی
او در دوران ناصرالدین شاه قاجار بسیاری اوقات در تهران جزو عملهٔ خلوت و شکار بود و ریاست ایل سوادکوه و سوارهای آنجا را بر عهده داشت اما در دورهٔ مظفرالدین شاه قاجار به مازندران مهاجرت کرد و اغلب در مازندران ساکن بود و در آن خطه از نفوذ زیادی برخوردار بود.
او در جریان مشروطه از مشروطه طرفداری می‌کرد و پس از استقرار مشروطه به گروه مشروطه خواهان پیوست. وی در دورهٔ سوم مجلس شورای ملی از سوی مردم ساری به نمایندگی انتخاب شد.
امیر مؤید در واقعهٔ قرارداد ۱۹۱۹ به کرمانشاه تبعید شد. رضاخان پس از کودتای ۱۲۹۹ قوای بسیاری را برای سرکوب امیرمؤید به طبرستان اعزام کرد و در فاصله ماه‌های تیر و شهریور سال ۱۳۰۰ قوای فرستاده به رهبری امیرلشکر امیراحمدی سوادکوهی‌ها را درهم شکسته و امیرمؤید مجبور شد همراه خاندانش و بسیاری از همراهانش در استرآباد و نزد رئیس ایل آتابای ترکمن پناه بگیرد. دولت آن زمان صلاح دید که با امیرمؤید کنار بیاید زیرا در آن زمان قیام‌های بسیاری از گوشه و کنار ایران بر خواسته بود. پس امیرمؤید به تهران رفت و پسرانش عضو دیویزیون قزاق شدند و به صورت مسلّح حفاظت جنگل و صحرا را به‌دست گرفتند.
او در دور سوم مجلس شورای ملی از حوزه تنکابن- ساری به نمایندگی انتخاب شد.
در فروردین ۱۳۰۳ یاور احمد خان حکیمی، رئیس قوای استرآباد،که از تلاش های اسداله خان و برادرش برای یاغی شدن به حکومت مرکزی ( با تحریک پدرشان ) با خبر شده بود ، هژبر و سهم‌الممالک را به بهانهٔ دادن مواجب افراد تحت فرمانش به گرگان فراخواند. به محض رسیدنشان قوای احمدخان حکیمی آن‌ها را خلع سلاح کردند و همان شب چندی از ژاندارم‌ها در راه بندرگز آنها را کَت‌بسته تیرباران کردند. فردای آن صبح مردم روستای کلاک جسد آنان را دفن نمودند. امیرمؤید نیز پس از آن از پا درآمد و در ۱۳۱۱ چشم از جهان فروبست.
زادبوم رضا شاه، سوادکوه بود که به هیچ وجه مایل نبود تا افراد گردنکش و یاغی و ضد میهنی در ان نقطه حضور داشته باشند، پس قدرت طلبی و سرکشی امیر موید و فرزندان یاغی او مخصوصا اسدا... هژبر سلطان از سویی و از دیگر سو تلاش های رقبای امیر موید  به‌ویژه امیر اکرم به جهت کدورت‌های شخصی به‌جامانده از گذشته ، همه دست به دست هم دادند تا نبردهای خونین فی‌مابین سربازان امیرمؤید و قوای دولتی به‌وجود آید.